# Cecoslovacchia ai Giochi della XX Olimpiade
La Cecoslovacchia partecipò ai Giochi della XX Olimpiade che si sono svolti a Monaco di Baviera dal 26 agosto all'11 settembre 1972, con una delegazione di 181 atleti impegnati in 17 discipline per un totale di 93 competizioni.  Il portabandiera fu il discobolo Ludvík Daněk, che in quell'edizione dei Giochi avrebbe conquistato la medaglia d'oro dopo l'argento e il bronzo vinti rispettivamente a Tokyo 1964 e a Città del Messico 1968. Il bottino della squadra fu di otto medaglie: due d'oro, quattro d'argento e due di bronzo.

## Medaglie
| Medaglia | Nome | Sport              | Evento            |
| -------- | --- | ------------------ | ----------------- |
| Oro      | Ludvík Daněk | Atletica leggera   | Lancio del disco  |
| Oro      | Vítězslav Mácha | Lotta greco-romana | Pesi welter       |
| Argento  | Vladimír Petříček Pavel Svojanovský Oldřich Svojanovský | Canottaggio        | Due con           |
| Argento  | Ladislav Beneš Frantisek Brina Vladimír Haber Vladimír Jarý Jiří Kavan Arnošt Klimčík Jaroslav Konečný František Králík Jindřich Krepindl Vincent Lafko Andrej Lukošík Pavel Mikeš Petr Pospíšil Ivan Satrapa Zdeněk Škára Jaroslav Škarvan | Pallamano          | Torneo maschile   |
| Argento  | Ladislav Falta | Tiro               | Pistola 25 m      |
| Argento  | Milena Duchková | Tuffi              | Piattaforma donne |
| Bronzo   | Eva Šuranová | Atletica leggera   | Salto in lungo    |
| Bronzo   | Vladimír Jánoš Otakar Mareček Karel Neffe Vladimír Petříček František Provazník | Canottaggio        | Quattro con       |

## Risultati

### Pallacanestro
| Atleta | Classifica |
| --- | ---------- |
| V · D · M Nazionale cecoslovacca - Pallacanestro ai Giochi della XX Olimpiade 4 Novický · 5 Douša · 6 Konopásek · 7 Pospíšil · 8 Kos · 9 Balaštík · 10 Zídek · 11 Zedníček · 12 Bobrovský · 13 Brabenec · 14 Blažek · 15 Růžička · All. Vladimír Heger | 8°         |
| Nazionale cecoslovacca - Pallacanestro ai Giochi della XX Olimpiade |            |
| 4 Novický · 5 Douša · 6 Konopásek · 7 Pospíšil · 8 Kos · 9 Balaštík · 10 Zídek · 11 Zedníček · 12 Bobrovský · 13 Brabenec · 14 Blažek · 15 Růžička · All. Vladimír Heger                                                                               |            |